# Amandla Dlamini
Amanda Dlamini (sinh ngày 22 tháng 7 năm 1988) là một tiền vệ bóng đá của hiệp hội bóng đá Nam Phi. Cô chơi cho Đại học Johannesburg. Cô là một trong các cầu thủ đại diện cho đội tuyển bóng đá nữ quốc gia Nam Phi tham gia Thế vận hội mùa hè 2012 và 2016.

## Sự nghiệp Quốc tế
Cô có trận ra mắt cho đội tuyển quốc gia chính thức vào năm 2007 trong trận thua 5-0 trước Nigeria ở vòng loại Olympic. Cô đã ghi bàn thắng quốc tế đầu tiên của mình trong trận đấu với đối thủ Hà Lan. Cô là cầu thủ ghi bàn hàng đầu của Liên đoàn Bóng đá nữ năm 2008. Cô cũng là một thành viên của đội bóng giành huy chương đồng và bạc trong các Giải vô địch nữ châu Phi 2010 và Giải vô địch nữ châu Phi 2012; tại giải vô địch năm 2010, cô được mệnh danh là Cầu thủ đáng giá nhất. Cô là đội trưởng của đội tuyển quốc gia từ năm 2011 đến 2013.
Cô trở thành cầu thủ bóng đá nữ thứ năm giành được 100 lần ra sân trong màu áo đổi tuyển quốc gia Nam Phi sau trận giao hữu với Hoa Kỳ vào tháng 7 năm 2016, sau Janine van Wyk, Nompumelelo Nyandeni, Portia Modise và Noko Matlou. Trước trận đấu này, cô chia sẻ: "Tôi luôn mơ ước được chơi cho đội tuyển quốc gia, tôi chưa bao giờ muốn làm gì khác ngoài chơi bóng đá. Những gì tôi có hôm nay là nhờ môn thể thao này. Tôi đã tham gia rất nhiều trận đấu và khi chứng kiến bản thân mình tiến đến lần ra sân thứ 100 khiến tôi rất xúc động ". Trong cùng một trận đấu, thủ môn người Mỹ Hope Solo đã ra sân lần thứ 100 của cô trong màu áo đội tuyển bóng đá nữ Hoa Kỳ.